# 長尾寛征
長尾 寛征（ながお ひろゆき、1980年8月28日 - ）は、日本のカヌー選手。神奈川県横浜市出身。徳島県在住。徳島県カヌー協会所属。2008年北京オリンピック代表。三馬正敏と組んでスラロームカナディアンダブルスに出場し準決勝敗退、9位となった。身長は170cm、体重は64kg。血液型はO型。
横浜市立横浜商業高等学校、明和学園短期大学、徳島文理大学卒業。横浜商業高校時代は森貴美子と同級生。
現在は高等学校の家庭科の教師をしている。

## 主な戦歴
| 年月   | 大会                                    | 順位 |
| ------ | --------------------------------------- | ---- |
| 1999年 | カヌースラロームジャパンカップ第4戦     | 74位 |
| 2000年 | カヌースラロームジャパンカップ第1戦     | 33位 |
| 2002年 | NHK杯全日本選抜カヌースラローム競技大会 | 06位 |
| 2004年 | NHK杯全日本選抜カヌースラローム競技大会 | 05位 |
| 2005年 | 全日本選手権                            | 01位 |
| 2007年 | 全日本選手権                            | 01位 |
| 2008年 | 北京五輪アジア最終予選                  | 02位 |
| 2008年 | 北京五輪スラロームカナディアンダブルス  | 09位 |